# Tallahassee Open
O Tallahassee Open foi um torneio masculino de golfe que foi integrante do calendário oficial do PGA Tour entre 1987 e 1989. Decorreu, entre 1969 e 1989, no Clube de Campo Killearn, em Tallahassee, capital do estado da Flórida.